# Trois-Rivières (Somme)
Trois-Rivières község Franciaország Hauts-de-France régiójában, Somme megyében. Új községként 2019. január 1-jén jött létre Pierrepont-sur-Avre, Contoire és Hargicourt korábbi községek egyesítésével. Lakosainak száma 1484 fő (2022. január 1.).

## Népesség
| Lakosok száma | 1504 | 1519 | 1516 | 1505 | 1495 | 1484 |
|               | 2017 | 2018 | 2019 | 2020 | 2021 | 2022 |